# Günter Büschges
Günter Büschges (* 4. September 1926 in Hüttental-Weidenau, heute Siegen; † 22. Juni 2017 in Nürnberg) war ein deutscher Soziologe.

## Leben
Büschges studierte nach seiner Kaufmannsgehilfenprüfung Volks- und Betriebswirtschaftslehre sowie Sozialwissenschaften an der Universität Köln und schloss das Studium als Diplom-Kaufmann ab. 1961 wurde er in Köln bei René König mit der Arbeit „Gebietsauswahl als Auswahlmethode in der empirischen Sozialforschung“ zum Dr. rer. pol. promoviert. Von 1952 bis 1968 arbeitete er als Betriebssoziologe in der Industrie sowie zuletzt in leitender Tätigkeit der zentralen personal- und sozialpolitischen Abteilung einer großen westdeutschen Seidenweberei.
Von 1968 bis 1970 war er Akademischer Rat am Lehrstuhl für Soziologie der Universität Regensburg, danach von 1970 bis 1975 Wissenschaftlicher Rat und Professor für das praxisorientierte Lehrgebiet „Organisations- und Personalwesen“ an der Universität Bielefeld. 1975 erfolgte der Ruf auf die Professur für Empirische Sozialforschung an die Universität Essen - Gesamthochschule. 1980 wechselte er an die Fernuniversität Hagen auf die Professur für Empirische Sozialwissenschaften und initiierte die Einführung des Faches Soziologie im damaligen Fachbereich Erziehungs- und Sozialwissenschaften. Zudem war er Direktor des Zentralen Instituts für Fernstudienforschung der FU Hagen. 1982 übernahm er die Professor für Soziologie an der Friedrich-Alexander-Universität Erlangen-Nürnberg und wurde Direktor des Instituts für Freie Berufe an der Universität Erlangen-Nürnberg. 1994 wurde er emeritiert. Von 1994 bis 2001 war er als Emeritus Direktor des Instituts für empirische Soziologie an der Universität Erlangen-Nürnberg.
Die Arbeitsschwerpunkte waren vor allem die Methoden der empirischen Sozialforschung und auf die Schnittstelle zwischen Soziologie und Ökonomie, insbesondere die Allgemeine Soziologie, Sozialwissenschaftliche Methodenlehre, Berufssoziologie, Organisationssoziologie, Wirtschaftssoziologie und Medizinsoziologie sowie Verkehrssicherheit. Er publizierte unter anderem zu der Rehabilitation erkrankter Arbeitnehmer und Problemen der Verkehrssicherheit.
Büschges war Herausgeber der Buchreihe „Beiträge zur Gesellschaftsforschung“ und Verfasser der Lehrbücher „Einführung in die Organisationssoziologie“ und „Grundzüge der Soziologie“.

## Schriften (Auswahl)
- Aspekte der Berufswahl in der modernen Gesellschaft. Aspekte-Verlag, Frankfurt am Main 1975 (mit Elmar Lange), ISBN 3-921096-38-3.
- Auswirkungen von Tempo 100 auf Verkehrsablauf und Unfallgeschehen. Projektgruppe Tempo 100, Bundesanst. f. Strassenwesen, Köln 1975.
- (Hrsg.): Organisation und Herrschaft. Klassische und moderne Studientexte zur sozialwissenschaftlichen Organisationstheorie. Rowohlt, Reinbek b. Hamburg 1976, ISBN 3-499-21094-0.

- Praktische Organisationsforschung. Rowohlt, Reinbek b. Hamburg 1977 (mit Peter Lütke-Bornefeld), ISBN 3-499-21105-X.
- (Hrsg., mit Werner Raub): Soziale Bedingungen - individuelles Handeln - soziale Konsequenzen (= Beiträge zur Gesellschaftsforschung, Bd. 3). Lang, Frankfurt am Main 1985, ISBN 3-8204-8966-5.
- Privater Haushalt und neue Armut (= Reihe "Stiftung Der Private Haushalt", Bd. 3). Campus, Frankfurt am Main 1988 (mit Ingrid Wintergerst-Gaasch), ISBN 3-593-33937-4.

- Grundzüge der Soziologie, München 1998 (3. Auflage - mit Martin Abraham, Walter Funk).
- Einführung in die Organisationssoziologie. 4. Auflage. VS Verlag für Sozialwissenschaft, Wiesbaden 2009  (mit Martin Abraham), ISBN 3-531-15683-7.

Festschrift
- Reinhard Wittenberg (Hrsg.): Person - Situation - Institution - Kultur. Günter Büschges zum 65. Geburtstag. Duncker & Humblot, Berlin 1991, ISBN 3-428-07260-X.